# Ola Höglund
Ola Höglund, född 3 september 1973, är en svensk låtskrivare och textförfattare. Han växte upp i Hofors och är bosatt i Stockholm.

## Låtar (i urval)
- "Let Your Spirit Fly" (2003) Singel Melodifestivalen 2003 av Jan Johansen & Pernilla Wahlgren 2:a i finalen  ( Höglund / Dannvik)
- "Crashed and Burned" (2006) ( Höglund/ Dannvik) -  Pernilla Wahlgren
- "Beautiful day" ( Höglund/ Dannvik) - Pernilla Wahlgren
- CC & Lee singel "Better best forgotten" ( Höglund / Dannvik) ( 2010 )
- O’dorian - Dancing broken hearted 2023 remix by Matt Pop ( Dannvik Höglund )

## Artister (i urval)
- Lina Hedlund medlem i gruppen Alcazar
- Hanna Hedlund
- Malena Laszlo
- Pernilla Wahlgren
- Jan Johansen
- Linda Pritchard
- CC & Lee
- Domenicer är en svensk musikgrupp som består av Josefin Crafoord, Martin Blix och Wai Chan
- O’dorian